# Josep María Cruxent
Josep María Cruxent Roura (Barcelona, 16 de enero de 1911-Coro, 23 de febrero de 2005) fue un arqueólogo y pintor español nacionalizado venezolano.

## Biografía
Nació el 16 de enero de 1911 en Sarría-San Gervasio, distrito de Barcelona, Cataluña, España.
Estudia Arqueología y Artes Plásticas entre 1930 y 1936 en la Universidad de Barcelona y también en la Escuela de Artes y Oficios de la “Llotja”. Durante la Guerra Civil Española (1936-1939) participó a favor de la República, destacándose en el sitio de Teruel, Aragón. Emigró a Venezuela a finales de 1939, y se nacionalizó en 1945.
A partir de 1942 comienza a impartir clases de arte y dibujo técnico, en La Victoria, en el colegio “Santa María”; también en el liceo de Los Teques “San José de Tarbes”, y colegio “La Salle” en Caracas. Posteriormente, se incorpora en sociedades culturales del país, y participa en diversas actividades arqueológicas. 
En 1951 participa en una expedición franco-venezolana en Guayana, en búsqueda de las nacientes del río Orinoco y el deslinde de la frontera con Brasil. Fue el primero en excavar sistemáticamente la isla de Cubagua ubicada en el sur del Caribe, donde desentierra las ruinas de la Ciudad de Nueva Cádiz; en el estado Falcón -Taima-Taima y Muaco- encuentra restos paleolíticos del mastodonte americano. Desentierra cementerios indígenas en las poblaciones larenses de El Tocuyo y Quíbor.
En 1953 funda la cátedra de Arqueología de la Universidad Central de Venezuela y la Escuela de Sociología. 
El doctor Marcel Roche lo invita al departamento de Arqueología del Instituto Venezolano de Investigaciones Científicas (IVIC). En química crea, junto al Dr. Chuchani, el laboratorio de carbono 14, primero en Latinoamérica. En física, desarrolla estudios de termoluminiscencia en piezas de cerámica antigua con el Dr. Jesús E. Vaz.
En colaboración con Irving Rouse Arqueólogo y botánico norteamericano, escriben y publican “Arqueología cronológica de Venezuela”, en 1958. A su retiro del IVIC, en 1976, es nombrado Investigador Emérito.  
Paralelamente, Cruxent fue un artista plástico productivo, realizó muestras y exposiciones en el Museo de Bellas Artes y la Galería de Arte Nacional, de Caracas, y en otras ciudades como Bogotá, Washington, París, Santiago de Chile, Bruselas, San Juan de Puerto Rico y Santo Domingo. Fue integrante del grupo de artes plásticas, “El Techo de la Ballena”, creado en 1961. 
Se asienta en Santa Ana de Coro, Con apoyo de la Universidad Nacional Experimental Francisco de Miranda (UNEFM),y toma el cargo de director del Centro de Investigaciones Antropológicas, Arqueológicas y Paleontológicas, “CIAAP”  Cruxent continúa apuntalando la investigación en el estado Falcón: crea y dirige el Museo de Cerámica Histórica y Loza Popular (1981). Desde finales de los años 70, hasta principios de los 80, realiza excavaciones en Paraguaná.   Desentierra cementerios indígenas en las poblaciones larenses de El Tocuyo y Quíbor. Desde 1987 trabajó en las excavaciones y estudios de l y analizó La Isabela, primera villa fundada por el Almirante Cristóbal Colón en Santo Domingo. Asume como un principio lo que llamó la “función social de la arqueología”. Impulsa en Tara-Tara, comunidad aledaña al yacimiento de Taima-Taima, la creación de un centro cultural con un Museo de los Niños, biblioteca y talleres que buscan preservar la técnica de cerámica ancestral local. Promueve una cooperativa para gestionar el Parque Arqueológico Taima-Taima. Recibió en vida numerosos reconocimientos y condecoraciones, y la Universidad Francisco de Miranda le confiere el doctorado Honoris Causa en 2002, como reconocimiento a su labor como arqueólogo y difusor en medios de comunicación.

### Muerte
Muere el 23 de febrero de 2005, a los 94 años de edad. Por iniciativa de sus familiares, fue creada en 2009 la “Fundación Cruxent” con fines divulgativos de la obra y acción de este notable científico.